# Coloburiscoides munionga
Coloburiscoides munionga is een haft uit de familie Coloburiscidae. De wetenschappelijke naam van de soort is voor het eerst geldig gepubliceerd in 1933 door Tillyard.
De soort komt voor in het Australaziatisch gebied.